# سیارک ۴۶۰۹۵
سیارک ۴۶۰۹۵ (به انگلیسی: 46095 Frederickoby، نامگذاری:2001ER25) چهل و شش هزار و نود و پنجمین سیارک کشف شده‌است که در ۱۵ مارس ۲۰۰۱ کشف شد.